# Jean-Amédée Bonivard
Jean-Amédée Bonivard, parfois écrit Jean-Amé, mort le 7 décembre 1514 à Genève, est un religieux de la fin du XVe siècle et du début XVIe siècle, issu de la famille Bonivard.

## Biographie
La date de naissance de Jean-Amédée Bonivard, que l'on trouve également sous la forme Jean-Amé, n'est pas connue. Il est le fils de François Bonivard, seigneur de Lompnes, en Bugey, et d'une alliance inconnue,.
Il est attesté pour la première fois en 1483. À cette date, il succède à son oncle, Urbain Bonivard, comme prieur commendataire de Saint-Victor de Genève (1483-1510),.
Il fait des études de droit et obtient son doctorat,. Il obtient la charge de protonotaire apostolique.
Jean-Amédée Bonivard est nommé chanoine de Genève (1486) et ainsi que chanoine honoraire de Saint-Vincent de Berne.
En 1493, il devient abbé commendataire de Sainte-Marie de Pignerol (it), en Piémont,. Il obtient également la charge d'abbé de Payerne, de 1507 à 1512. Vers 1510, il fait de son neveu, François Bonivard, son successeur pour l'obtention du bénéfice attribué à leur famille, depuis trois générations, sur le prieuré clunisien Saint-Victor.
Il obtient par lettres papales le titre de prévôt du chapitre de Lausanne, en 1512,.
Il a été un temps conseiller auprès du duc de Savoie. Il joue notamment un rôle entre les syndics de la cité de Genève et le duc.
Jean-Amédée Bonivard meurt le 7 décembre 1514, à Genève,. Son corps est inhumé dans l'Abbatiale de Payerne,. La ville de Genève lui rend hommage en faisant « faire douze flambeaux de deux livres chacun et les syndics accompagnèrent sa dépouille mortelle jusqu'aux limites des franchises », tout comme dans la ville de Lausanne.